# تعلم الثقافات المتباينة

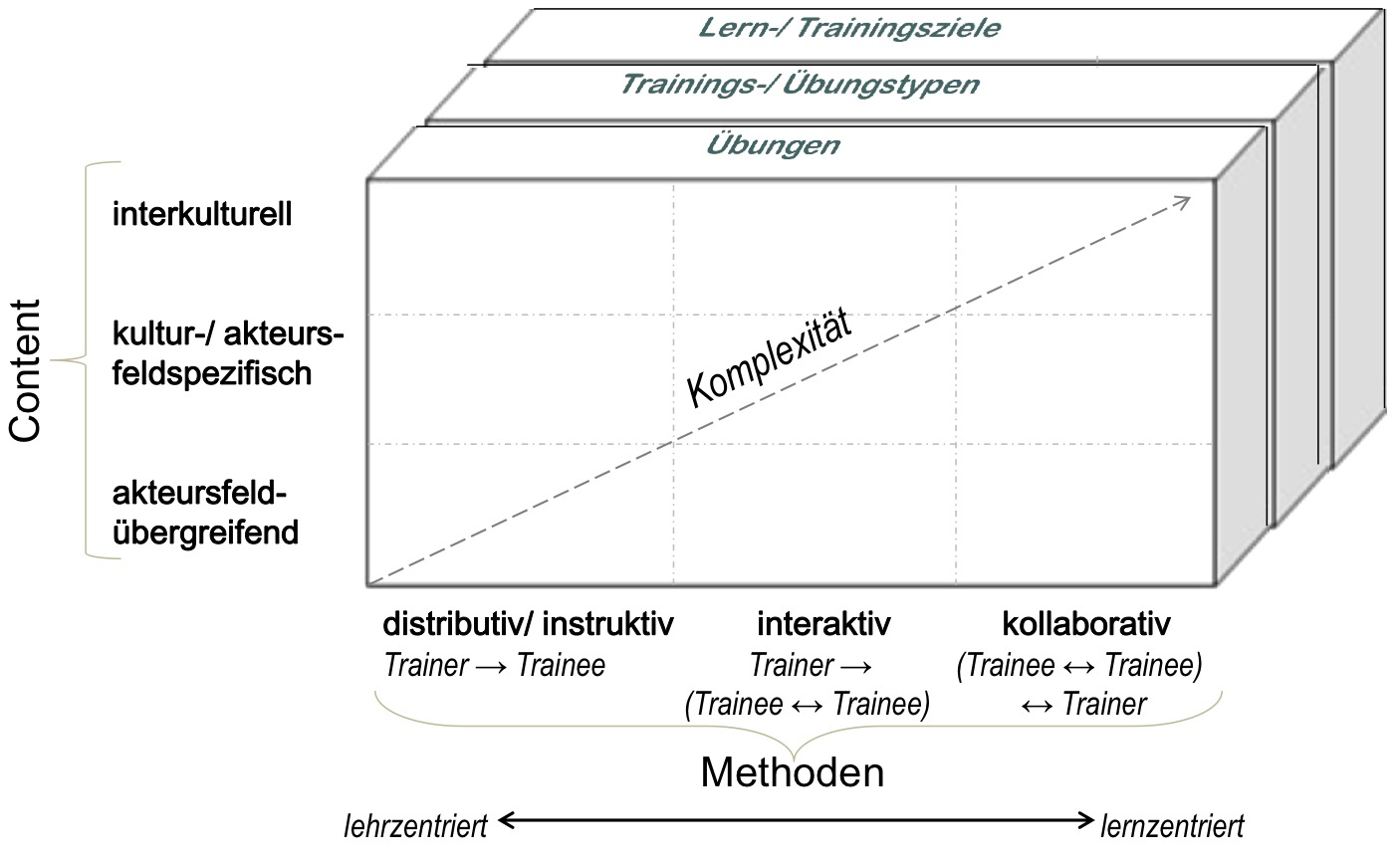

تعلم الثقافات المتباينة (بالإنجليزية: intercultural learning)‏ هو مجال بحث ودراسة وتطبيق المعرفة حول أوجه الشبه والاختلاف بين الثقافات المختلفة. وللمجال وجهين: الأول يتعلق بالعمل الأكاديمي من دراسة وبحث والثاني هو تطبيقاته العملية مثل تعلم مفاوضة جهات من ثقافة مختلفة أو العيش مع مجتمع مختلف وأوجه إحلال السلام بين ثقافات مختلفة متحاربة.
وهناك اهتمام متزايد حول الموضوع بسبب تزايد دور الدراسات الثقافية والعولمة. ومن أهم استعمالاته هو في ميادين تعلم لغات جديدة.

## تعريف
آلثقآفه الوطنية هي من آهـم آلثقآإفآت آلمتبآينة وهذي آلثقآفـه تعد قسم من آقـسسآم آلثقآفآت وآهمهآإ آن تعلم آلثقآفه الوطنية هو آهـم ثقآفه وهي آلتي ستشعرك وستعلمك وستنمي ثقآفتك بعد مآتتعلمهآ وآذآ تعلم آلشخص آلثقآفه الوطنية فهو سيتعلم آلثقآفه آلمتبآينة تلقآئيآ لآنه تعدى آكبر وآصعب

## نظريات حول الثقافة
في مجال تعلم الثقافات المتباينة، من الضروري الاضطلاع على تقاسيم الثقافات مثل «الثقافة الموضوعية» أو ما يسمى big C والتي تعني المؤسسات والحكومات وشخصيات التاريخ المؤثرة وما شابه، ومثل «الثقافة المخفية» أو ما يسمى small c والتي تهتم بأمور ثقافية غير محسوسة مثل العادات اليومية. وللنجاح في هذا المجال، يجب الجمع بمهارة بين الاثنين، لكن من الضروري التمعن وفهم الثقافة المخفية التي تشعل فتيل تحسين كفاءة التعامل مع الثقافات المتباينة.
كما من الضروري التفرقة بين الثقافة الخصوصية والثقافة العامة:
- الثقافة الخصوصية: وتركز على الكفاءات المطلوبة للتعامل مع ثقافة معينة ومتعلقة بلغة محددة والتي تطبق في مجتمع محدد.
- الثقافة العامة: والتي لا تركز على ثقافة معينة بل تبحث في التصنيفات الثقافية بشكل عام وشامل وهي التي تسمح بمقارنة الثقافات المختلفة فيما بينها.

وعلى مدرس مادة الثقافات المتباينة أن يجمع بين الخاص والعام في أطروحاته الدراسية لكي يصل إلى مفاهيم أشمل مثل العرقية، الوعي الثقافي، وما إلى ذلك، إذ لا يمكن اكتساب كفاءة في الثقافات المتباينة إذا كان التركيز على ناحية واحدة أو لثقافة مكزمتمكل